# ヨラ・ルテリエ
ヨラ・ルテリエ（Yola Letellier、1904年6月28日 - 1996年6月5日）は、フランスのソーシャライトである。コレットの小説『ジジ』の主人公のモデルとして広く知られている。
ヨラは36歳年上のアンリ・ルテリエと結婚した。アンリは裕福な投資家であり、パリの新聞『ル・ジュルナル』の発行人で、1925年から1928年までドーヴィルの市長を務めた。ルテリエの一族はノルマンディー地方にホテルやカジノを所有していた。
ヨラは夫のほかにも、ルイス・マウントバッテンなどの男性とも関係を持った。

## 若年期
ヨラは1904年6月28日にエーヌ県ジョルゴンヌで生まれた。出生時の名前はイヴォンヌ・エンリケ(Yvonne Henriquet)だった。結婚後の報道によれば、ヨラは幼い頃からパリ国立オペラ（パリ・オペラ座）のバレリーナだった。

## 結婚

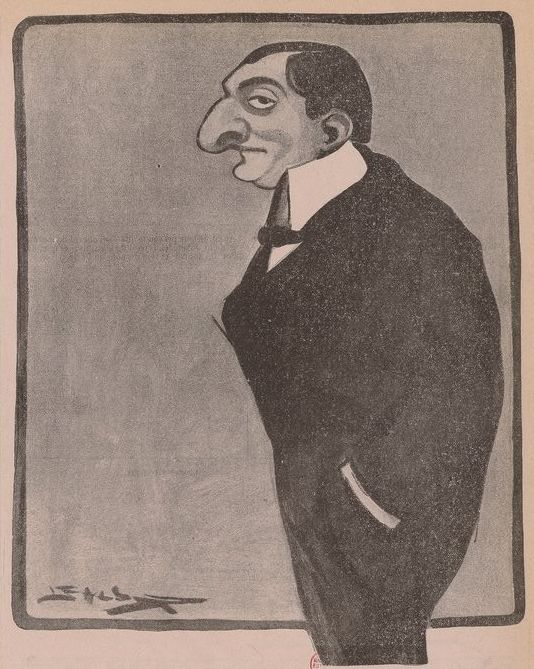
アンリ・ルテリエ（1913年以前）

アンリ・ルテリエ（1868年 - 1960年）は、フランス領インドシナでの起業家としての功績により、1904年にレジオンドヌール勲章シュヴァリエを授与され、1913年にはオフィシエに昇格した。
ヨラはアンリにとって3番目の妻に当たる。1926年、コレットは宿泊していた南仏サン＝ラファエル近くのホテルで、結婚したばかりのヨラとアンリを見かけた。
ヨラは「髪を切りそろえ、少し鼻筋が通った、非常に魅力的でボーイッシュな見た目の少女」と評され、フランスのストリート・ファッションの先駆者である写真家フレール・セベルジェによる、シャネルなどのファッション・ハウスの服を着て撮影された写真が残っている。
ルテリエ夫妻は、お互いに婚外恋愛を認めていた以外は、フランスの上流階級の伝統を守った普通の結婚生活を維持していた。1960年にアンリが死去し、ヨラはその財産を相続した:75

## それ以外の関係
ヨラはアンリの存命中から、ハンガリー王国摂政ホルティ・ミクローシュの息子のホルティ・イシュトヴァーン、イギリス貴族で海軍軍人のルイス・マウントバッテンとも同時に関係を持っていた。
ホルティは、ダボスへスキーをしに行ったときに、親友のメアリー・ジェイン・ゴールドから紹介された。ホルティは第二次世界大戦中の1942年に戦死した。
マウントバッテンとは、1932年にドーヴィルで開かれたダンスパーティーで知り合った。2人がウィンナ・ワルツを踊ると、周りの人たちはダンスを止めて拍手をしたという。マウントバッテンは、婚外恋愛はヨラが初めてだと主張している。ヨラは、マウントバッテンが1979年に亡くなるまで、彼の主要な愛人だった。マウントバッテンは、ヨラを楽しませるために、1931年製のロールス・ロイス・ファントムIIに引き出し式のダブルベッドを取り付けたという。
ヨラは、マウントバッテンの正妻であるエドウィナと、変わった家族関係を維持していた。マウントバッテンと付き合い始めてすぐに、エドウィナはパリでヨラと対面し、2人は意気投合して親友となった。マウントバッテンとエドウィナの間の2人の子供とも仲良くなり、よく贈り物をしていた。エドウィナと子供たちがフランスのルテリエ夫妻の家を訪れることもあった。

### 情報源
- Hicks, Pamela (2014). Daughter of Empire: My Life as a Mountbatten. Simon and Schuster. ISBN 9781476733821